# Phil Dunster
Phil Dunster, född 31 mars 1992 i Northampton, är en brittisk skådespelare.
Dunster har bland annat medverkat i TV-serierna Catherine the Great från 2019, Problemet med Maggie Cole från 2020 Ted Lasso från (2020–2023). Han har även medverkat i filmen Judy från 2019.

## Filmografi (i urval)
- 2019: Judy
- 2019: Catherine the Great
- 2020: Problemet med Maggie Cole
- 2020–2023:Ted Lasso
- 2025 – Picture This